# Kristoff (Frozen)
Kristoff Bjorgmanes un personaje noruego de la franquicia Frozen de Walt Disney Animation Studios. Apareció en las películas animadas Frozen (2013) y Frozen II (2019), y en los cortometrajes animados Frozen Fever (2015) y Olaf's Frozen Adventure (2017). Su voz es principalmente de Jonathan Groff.
Kristoff es un hombre de hielo sámi que vive junto con su compañero reno Sven. Aunque prefiere una vida solitaria, ayuda a la princesa Anna de Arendelle a encontrar a su hermana mayor Elsa en la Montaña del Norte.

## Desarrollo

### Orígenes y concepción
En el desarrollo inicial, Kristoff era originalmente Kai el cazador, como en "La Reina de las Nieves" de Hans Christian Andersen, pero luego fue diseñado como una combinación de Kai y la chica ladrona.

### Voz
Su voz es dado principalmente por Jonathan Groff, mientras que de niño su voz es dado por Tyree Brown.

### Apariencia física
Kristoff es alto, robusto, guapo y tiene poco más de veinte años. Su constitución es una variación distinta de la mayoría de los héroes de Disney. Tiene hombros anchos, manos y pies grandes y una constitución musculosa. Es significativamente más grande que la princesa Anna. Su constitución es una consecuencia realista de su dura vida como recolector de hielo en las montañas.

## Apariciones

### Frozen
Kristoff es el primer personaje importante que aparece en la película, apareciendo en "Frozen Heart" como un niño huérfano de ocho años con su bebé reno, Sven, quien se convierte en su mejor amigo. Intenta imitar a los recolectores de hielo mayores con un éxito desigual. Más tarde esa noche, Sven lo está arrastrando por el bosque cuando los dos caballos pertenecientes a la familia real de Arendelle pasan a su lado a gran velocidad mientras transportan a Anna con los trolls. Kristoff queda intrigado cuando uno de ellos está dejando un rastro de hielo (mientras ese caballo lleva a una Elsa angustiada). Desde la distancia, Kristoff observa cómo Pabbie, líder de los trolls, cura la cabeza de Anna. Mientras tanto, una de las trolls, Bulda, adopta a Kristoff como su propio hijo.
Trece años después, Kristoff es un experimentado recolector de hielo que vive en las montañas cercanas a Arendelle. Antes de la coronación, se le ve brevemente en Arendelle vendiendo hielo y compartiendo una zanahoria con Sven. Luego aparece en el puesto comercial y sauna de Wandering Oaken, llegando al mismo tiempo que Anna cubierta de nieve y buscando comprar zanahorias para Sven y cuerdas para escalar. Del intercambio de Kristoff con Oaken, Anna se entera de que la tormenta de nieve en Arendelle proviene de la Montaña Norte y supone que es allí donde se esconde Elsa. Sin embargo, Kristoff es expulsado de la tienda por llamar delincuente a Oaken. Al ver que Kristoff tiene un trineo, Anna compra todos sus artículos y lo insta a que la lleve a la Montaña Norte. Kristoff se muestra reacio a ayudarla al principio, pero finalmente cede.
Mientras Anna y Kristoff se dirigen a la Montaña Norte, Kristoff se muestra incrédulo al enterarse de su apasionante compromiso con Hans . La conversación se interrumpe cuando su trineo es atacado por lobos hambrientos. El grupo escapa, aunque a costa del trineo de Kristoff, para su consternación. Decide seguir ayudando a Anna a pesar de este revés, y al día siguiente conocen a Olaf , un muñeco de nieve antropomórfico creado sin saberlo por Elsa, quien los guía el resto del camino hasta el castillo de hielo de Elsa. Kristoff espera afuera mientras Anna intenta persuadir a Elsa para que regrese a Arendelle, creyendo que Elsa puede poner fin al invierno. Cuando Anna no logra persuadir a Elsa y accidentalmente recibe un golpe en el corazón, Kristoff sabe a quién buscar ayuda y lleva a Anna con los trolls. Los trolls inicialmente asumen que Kristoff le presentará a Anna a su familia como su futura esposa, pero Kristoff los corrige y pide hablar con Pabbie. Respecto al hielo en el corazón de Anna, Pabbie dice que sólo "un acto de amor verdadero" puede salvarla. Pensando que se necesita un "beso de amor verdadero" de Hans, Kristoff lleva a Anna de regreso a Arendelle y tristemente la entrega al cuidado del personal del castillo en la puerta.
En el camino de regreso a las montañas, Sven intenta empujar a Kristoff de regreso a Arendelle, pero él se niega, pensando que es egoísta perseguir su amor en lugar de dejar que Hans salve a Anna. Sin embargo, aparece una tormenta de nieve gigante sobre Arendelle, lo que lo lleva a regresar preocupado por la seguridad de Anna. Allí finalmente encuentra a Anna, pero Anna elige salvar a Elsa de Hans en lugar de correr hacia Kristoff. Kristoff tiene que ver a Anna congelarse, aunque momentos después está muy feliz porque el autosacrificio de Anna contó como "un acto de amor verdadero" y provocó que se descongelara. Al final, lo nombran Royal Ice Master and Deliverer y recibe un nuevo trineo de Anna como lo prometió, y los dos se besan.

### Frozen Fever
En el cortometraje Frozen Fever, Kristoff ayuda a Elsa a planificar una fiesta sorpresa de cumpleaños para Anna. Mientras lleva a Anna a una búsqueda del tesoro de cumpleaños por todo el reino, Elsa se resfría y, sin saberlo, crea pequeños muñecos de nieve llamados "snowgies" con cada estornudo, lo que crea problemas para Kristoff, Sven y Olaf. Más tarde, Kristoff y Olaf llevan los muñecos de nieve al palacio de hielo de Elsa para vivir con Marshmallow.

### Olaf's Frozen Adventure
Kristoff apareció en una película navideña de 21 minutos junto con Anna, Elsa, Olaf y Sven, que debutó en los cines por tiempo limitadocon Coco de Disney·Pixar el 22 de noviembre de 2017. Su debut televisivo en ABC el 14 de diciembre de 2017.Al igual que el resto de Arendelle (a excepción de la familia real), se revela que Kristoff tiene su propia tradición navideña, siendo esta una celebración anual en honor a Flemmingrad, un alegre troll de hongos que fue trágicamente asesinado por humanos.

### Frozen II
En la película de 2019, Kristoff planea proponerle matrimonio a Anna, pero sus intentos de encontrar el momento adecuado fracasan repetidamente. Él y Sven se separan accidentalmente de Anna, Elsa y Olaf, y él se pregunta con tristeza si él y Anna se están distanciando. Durante la batalla final, escucha a Anna agitar al jötunn y acude en su ayuda. Después de que se destruye la presa, Kristoff, Anna y Sven se reúnen con Elsa y descubren que Arendelle se salvó del torrente. Después de que Olaf vuelve a la vida, Kristoff finalmente le pide a Anna que se case con él, llamándola la persona más extraordinaria que jamás haya conocido. Anna acepta felizmente.

### Once Upon a Time
Una versión de Kristoff aparece en la cuarta temporada de la serie dramática de fantasía de ABC Once Upon a Time, interpretado por Scott Michael Foster.

### Parques temáticos de Disney
Del 5 de julio al 1 de septiembre de 2014, como parte del espectáculo 'Frozen' Summer Fun en Disney's Hollywood Studios, Anna y Elsa aparecieron en un trineo tirado por caballos recorriendo Hollywood Boulevard, junto a Kristoff y patinadores, esquiadores y cortadores de hielo en la sección de Bienvenida Real de Anna y Elsa. Las hermanas también aparecerán en For the First Time in Forever: A Frozen Sing-Along Celebration, donde se les unen historiadores reales para volver a contar la historia de Arendelle; y "Frozen" Fireworks Spectacular junto a Kristoff y Olaf, un espectáculo de fuegos artificiales con la música de Frozen.Oficialmente a partir del 7 de enero de 2014, Kristoff comenzó a hacer apariciones junto a Anna y Elsa en Disney California Adventure en "For the First Time in Forever – A Frozen Sing-Along Celebration" en Hollywood Land como parte del evento del parque "Frozen Fun".

### Escenario
En la adaptación teatral de Frozen, Jelani Alladin originó el papel de Kristoff en Broadway en el Teatro Saint James en 2018.Obioma Ugoala interpretó a Kristoff en la presentación del West End de 2021 en el Teatro Royal, Drury Lane.

### Otros
Kristoff es un personaje no jugable en Kingdom Hearts III.

## Recepción
El escritor de Collider, Matt Goldberg comentó que Kristoff era "un poco menos interesante que su interés amoroso (Anna)", pero la ternura de la relación de Anna y Kristoff compensa el defecto.